# 1987 en Algérie
Chronologie de l’Algérie
- 1983
- 1984
- 1985
- 1986
- 1987
- 1988
- 1989
- 1990
- 1991

Cet article présente les faits marquants de l'année 1987 en Algérie ou relatifs à l'Algérie; datation selon le calendrier grégorien.

## Événements
- Loi d'orientation foncière de 1987, qui institue un droit individuel d'exploitation, cessible et transmissible, aux salariés des fermes d'État.
- 26 février : élections législatives algériennes de 1987. Le seul parti autorisé est alors le Front de libération nationale, qui présente 885 candidats pour 295 sièges. Les votants doivent cocher le nom du candidat choisi. La participation est de 87%.
- 26 mars : le président français François Mitterrand se rend à Alger en visite officielle[1].
- 7 avril : Ali André Mécili, homme politique algérien et citoyen français, est assassiné à Paris.
- 4 mai : le conflit du Sahara occidental est au centre de la rencontre du roi du Maroc Hassan II et du président algérien Chadli Bendjedid en présence de Fahd ben Abdelaziz Al Saoud, roi d'Arabie Saoudite[1].
- 28 juin-1er juillet : Mouammar Kadhafi est en visite officielle à Alger[1].

## Sports
- Les Portes du silence (أبواب الصمت, 'Abwab alsamt), film de guerre algérien réalisé par Amar Laskri, sorti en 1987, avec Hassan El-Hassani, Noureddine Souli et Christine Melcer  dans les rôles principaux.

### Athlétisme
- Championnats panarabes d'athlétisme 1987

### Basket-ball
- Coupe d'Algérie de basket-ball 1986-1987
- Coupe d'Algérie de basket-ball 1987-1988

### Football
- Équipe d'Algérie de football en 1987
- Championnat d'Algérie de football 1986-1987
- Championnat d'Algérie de football 1987-1988
- Championnat d'Algérie de football de deuxième division 1986-1987
- Championnat d'Algérie de football de deuxième division 1987-1988
- Coupe d'Algérie de football 1986-1987
- Coupe d'Algérie de football 1987-1988
- Saison 1987-1988 de l'USM Alger

## Naissances en 1987
- Naissance en Algérie en 1987

## Décès en 1987
- Décès en Algérie en 1987